# 蓮花村駅
蓮花村駅（れんかそんえき）は中華人民共和国深圳市福田区に位置する深圳地下鉄3号線と10号線の駅。

## 駅構造
- 島式ホーム1面2線を有する地下駅。ホームドア設置。

| 龍崗線ホーム (B2F) | ←■龍崗線 益田方面 |
| 龍崗線ホーム (B2F) | 島式ホーム        |
| 龍崗線ホーム (B2F) | ■龍崗線 双龍方面→ |

## 歴史
- 2011年6月22日 - 開業。

## 隣の駅
深圳地下鉄
■3号の
華新駅 - 蓮花村駅 - 少年宮駅